# Barbarossa-ruïne

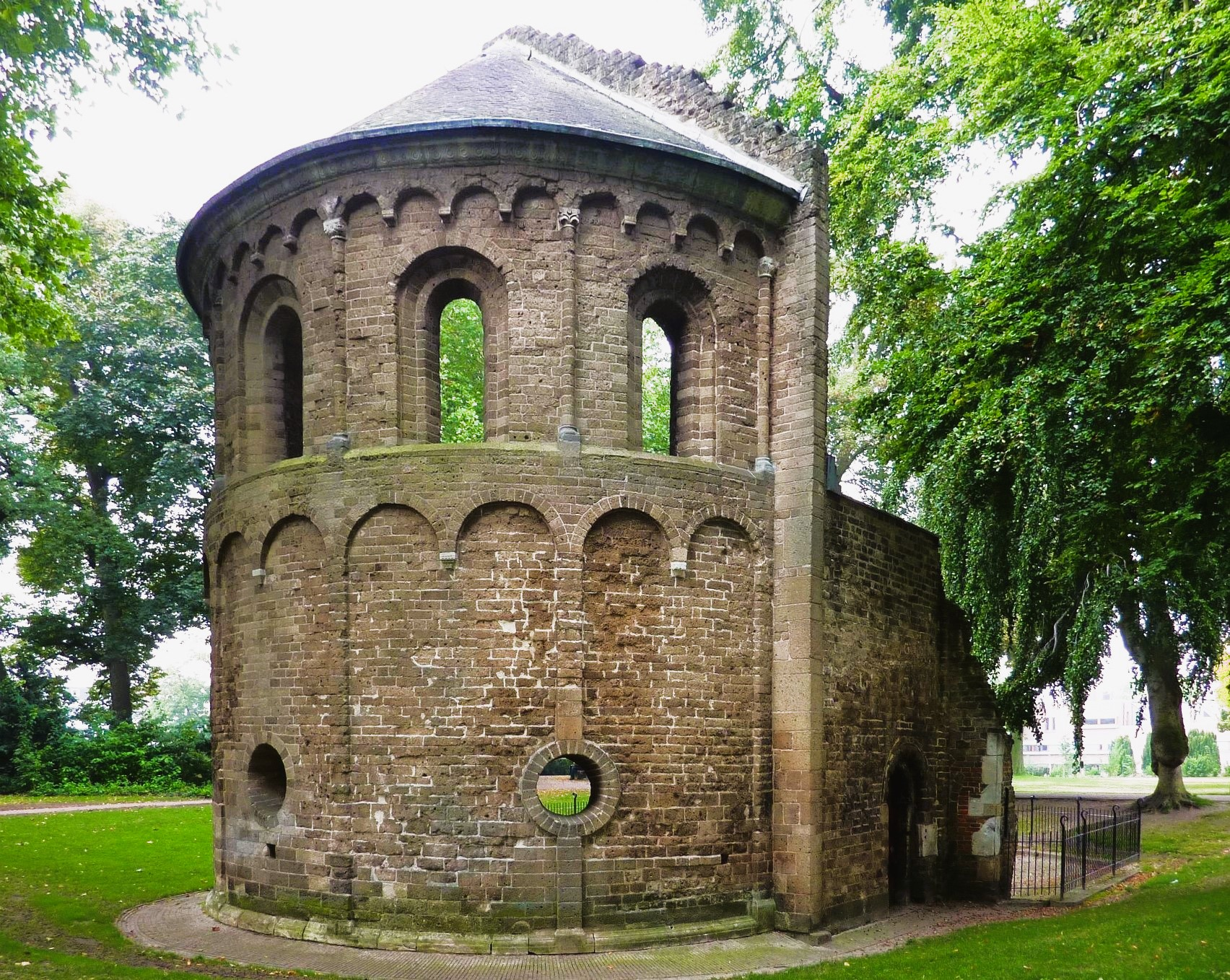
Die Ruine der Kapellenapsis der Burg Valkhof

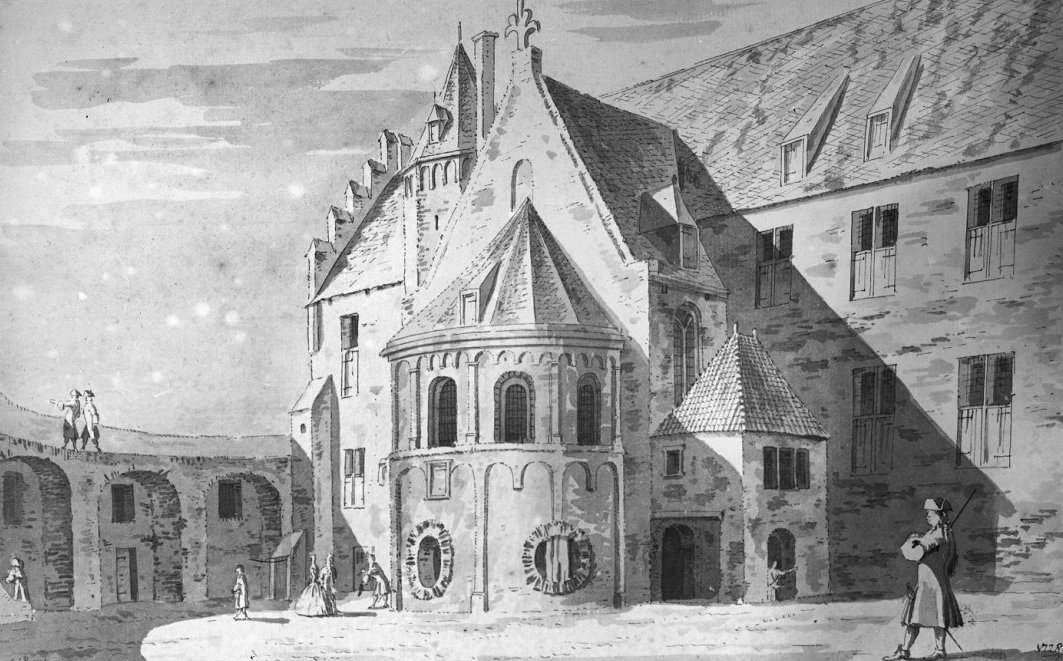
Die Apsis mit der Burganlage im Jahr 1728

Die Barbarossa-ruïne in Nijmegen in der niederländischen Provinz Gelderland ist die Apsisruine der Kapelle der Burg der Königspfalz Valkhof. Die Ruine ist seit 1973 als Einzelobjekt als Rijksmonument eingestuft.

## Geschichte
Die ursprüngliche Funktion der sogenannten Barbarossa-ruïne ist nicht geklärt. Wahrscheinlich handelt es sich um den Überrest der St.-Martinskapelle (niederländisch Sint-Maartenskapel), die im Zuge des Umbaus der Burg nach dem Jahr 1155 laut einer Bauinschrift unter Friedrich I. Barbarossa errichtet wurde. Möglicherweise diente das Bauwerk aber auch als Thronapsis des Hauptsaals der Königspfalz. Die im Untergeschoss der Ruine erkennbaren Teile des Kreuzrippengewölbes und die Fragmente der freistehenden, tragenden Säulen einer Krypta werden so als darunter liegende Krypta einer Schatzkammer gedeutet.
Die im Stil der rheinischen Romanik errichtete Apsis mit angrenzenden Mauern des Pfalzgebäudes wurde im 12. Jahrhundert in Tuffstein errichtet. Der Unterbau geht vermutlich auf einen 1047 zerstörten Vorgängerbau aus dem zweiten Viertel des 11. Jahrhunderts zurück. Diese Überreste wurden beim Neubau in der zweiten Hälfte des 12. Jahrhunderts einbezogen, mit neuem Mauerwerk umschlossen und die obere Fensterzone darüber neu errichtet. Die Apsis und das Verbindungsjoch schlossen ursprünglich rechtwinklig an den Saalflügel der Burganlage der Pfalz an. Das Äußere der Apsis ist in der unteren Zone in  Rundbögen gegliedert, die durch Lisenen  mit Rundfenstern getrennt werden. Die obere Zone wird durch Rundbogenfenster und Säulen gegliedert und durch einen Rundbogenfries abgeschlossen. Beim Abriss der Reste der Burg im Jahr 1796 wurde die Apsis erhalten und in einen Park integriert. Die Ruine wurde vom Stadtarchitekten P.J. van der Kemp im Jahr 1864 gesichert und durch J.J. Weve in den Jahren 1902 bis 1910 restauriert. Die während des Zweiten Weltkriegs entstandenen Schäden wurden 1949–1954 unter der Leitung von J.G. Deur behoben. 